# Copa Chile de Básquetbol
La Copa Chile de Básquetbol es una competición oficial de básquetbol, creada en el año 2011 y de carácter doméstico. Se disputaba anualmente entre los dos mejores clubes de la Libcentro y de la Liga SAESA, generando un cuadrangular del cual sale un campeón. Luego de ser creada la Liga Nacional, la Feba Chile quiso crear una copa para la liga local, naciendo así la Copa Chile. La primera edición fue ganada por Liceo Mixto de Los Andes, mientras que el campeón actual es la Universidad de Concepción.
Para la edición de 2022 se decidió disputar la copa Chile con todos los equipos que confirmaban la Liga 1 y Liga 2. para la edición de 2023, se decide crear la Copa Chile 2, la que disputan los equipos que conforman la Liga 2. 

## Historia
La primera edición se jugó en un formato de torneo, dividiéndose los equipos en 7 grupos distribuidos por razones geográficas. Luego se iniciaron los cuartos de final, semifinal y la final, a la cual llegaron los equipos de Liceo Mixto y Boston College, consagrándose Los cóndores de Los Andes como primer campeón de la copa.
Las siguientes ediciones cambiaron el formato, siendo una final a partido único, clasificando los campeones de las ligas del Centro y del Sur de Chile. El sistema debutó en la edición 2012, llegando a esta final una vez más Boston College, campeón de la Libcentro, y AB Ancud como campeón de la Liga Saesa. Las Águilas del Boston College se tomaron revancha y consiguieron su primera copa tras vencer por 83-68.
En la versión 2013 se repitieron los participantes, ya que ambos consiguieron el bicampeonato en sus correspondientes ligas.  El campeón nuevamente fue Boston College, que consiguió su segunda corona consecutiva tras un 67-58 a favor.
Para la edición 2014 se enfrentaron por primera vez en la final la Universidad de Concepción y Español de Osorno, bajo el nombre de Español-Osorno Básquetbol, resultando como campeón el Cuadro del Campanil por una aplastante victoria de 101-86 sobre el equipo osornino. El máximo anotador de la copa fue Evandro Arteaga con 26 puntos, seguido por Matías Villagrán, ambos de la Universidad de Concepción.

## Campeones
| Temporada | Campeón                                | Resultado                              | Subcampeón                             | Entrenador          |
| 2011      | Liceo Mixto                            | 3-1                                    | Boston College                         | Pablo Ares          |
| 2012      | Boston College                         | 83-68                                  | ABA Ancud                              | Patricio Miranda    |
| 2013      | Boston College                         | 67-58                                  | ABA Ancud                              | Patricio Miranda    |
| 2014      | Universidad de Concepción              | 101-86                                 | Español de Osorno                      | Gabriel Schamberger |
| 2015      | Colo-Colo                              | 89-86                                  | Tinguiririca                           | Gabriel Schamberger |
| 2016      | Leones de Quilpué                      | Lig.                                   | Universidad de Concepción              | Claudio Jorquera    |
| 2018      | Las Ánimas de Valdivia                 | Lig.                                   | Deportes Castro                        | Lucas Zurita        |
| 2020      | Suspendido por la pandemia de Covid-19 | Suspendido por la pandemia de Covid-19 | Suspendido por la pandemia de Covid-19 |                     |
| 2021      | Atlético Puerto Varas                  | 77-66                                  | Universidad de Concepción              | Leonardo Monsalve   |
| 2021-22   | Atlético Puerto Varas                  | 69-62                                  | Universidad de Concepción              | Leonardo Monsalve   |
| 2022-23   | Universidad de Concepción              | 95-89                                  | ABA Ancud                              | Cipriano Nuñez      |
| 2023      | Universidad de Concepción              | 76-66                                  | Leones de Quilpué                      | Cipriano Nuñez      |
| 2024      | ABA Ancud                              | 73-66                                  | Leones de Quilpué                      | Cipriano Nuñez      |

### Campeonatos por equipo
| Equipo                    | Títulos | 2º lugar |
| ------------------------- | ------- | -------- |
| Universidad de Concepción | 3       | 3        |
| Boston College            | 2       | 1        |
| Atlético Puerto Varas     | 2       | 0        |
| ABA Ancud                 | 1       | 3        |
| Colegio Los Leones        | 1       | 2        |
| Liceo Mixto               | 1       | 0        |
| Colo-Colo                 | 1       | 0        |
| Las Ánimas de Valdivia    | 1       | 0        |
| Español de Osorno         | 0       | 1        |
| Tinguiririca              | 0       | 1        |
| Deportes Castro           | 0       | 1        |

### Campeones consecutivos
| Bicampeón                 | Bicampeón | Bicampeón     |
| Club                      | Veces     | Años campeón  |
| ------------------------- | --------- | ------------- |
| Boston College            | 1         | 2012, 2013    |
| Atlético Puerto Varas     | 1         | 2021, 2021-22 |
| Universidad de Concepción | 1         | 2022-23, 2023 |